# Kaisei
Kaisei (開成町?, Kaisei-chō) è una cittadina giapponese della prefettura di Kanagawa.